# بهادر (بازیگر هندی)
بهادر (انگلیسی: Bahadoor؛ ۱۹۳۰ – ۲۲ مه ۲۰۰۰) یک هنرپیشه اهل هند بود. تعداد فیلم‌هایی که وی در زمان حیات بازی کرده بسیار زیاد هستند و این بازیگر به نوعی رکورد دار است.
او در فیلم‌های درباره، تقاطع، خوشبختی، در آغوش گرفتن، آدیماکال، پریا، رابطه، تجربیات ناقص است، چاتاکاری و از فصل اول بازی کرده است.